# José Serrizuela
José Tiburcio Serrizuela (Palo, 10 giugno 1962) è un ex calciatore argentino, di ruolo difensore.

## Palmarès

### Club

#### Competizioni nazionali
- Campionato argentino: 2

River Plate: 1989-1990
Independiente: Clausura 1994
- Primera B Nacional: 2

Rosario Central: 1985
Talleres: 1997-1998

#### Competizioni internazionali
- Supercoppa Sudamericana: 2

Independiente: 1994, 1995
- Recopa Sudamericana: 1

Independiente: 1995